# Het gala van de gouden K's 2015
Op Het gala van de gouden K's van 2015 op 17 januari 2016 werden de gouden K's toegekend tijdens een door de VRT op Ketnet rechtstreeks uitgezonden televisieprogramma. De presentatie was in handen van de Ketnet-wrappers.

## Genomineerden en winnaars 2015
Hieronder de volledige lijst van genomineerden in elke categorie. De winnaars zijn in het vet aangeduid.
| Categorie                         | Genomineerden |
| --------------------------------- | --- |
| Vrouwelijke muzikant van het jaar | Laura Omloop Emma Bale Slongs Dievanongs Laura Tesoro |
| Mannelijke Muzikant van het jaar  | Loïc Nottet Nielson Stromae Niels Destadsbader |
| Band van het jaar                 | Ghost Rockers K3 De KetnetBand Dimitri Vegas & Like Mike |
| Song van het jaar                 | Rhythm Inside van Loïc Nottet Freedom van Pharrell Williams Run van Emma Bale iFoon van Slongs Dievanongs |
| Mannelijke TV-Ster van het jaar   | Giovanni Kemper (Nachtwacht) Nico Vanhole (Helden) Sander Provost (D5R) Thijs Antonneau (D5R) |
| Vrouwelijke tv-ster van het jaar  | Laura Tesoro Maureen Vanherberghen (Helden) Tinne Oltmans (GhostRockers) Jamie-Lee Six (D5R) |
| Babe van het jaar                 | Tinne Oltmans Karen Damen Joy Anna Thielemans Charlotte Leysen |
| Hunk van het jaar                 | Niels Destadsbader Dries Mertens Giovanni Kemper Nico Vanhole |
| Bioscoopfilm van het jaar         | Paddington F.C. De Kampioenen 2: Jubilee General Big Hero 6 De Minions |
| Ketnet-programma van het jaar     | King Size Live Karrewiet Helden Ketnet Musical |
| Ketnet-reeks van het jaar         | Ghost Rockers Nachtwacht D5R GoGoGo! |
| Ketnet-tekenfilm van het jaar     | Robin Hood Lassie Friends van Heartlake City Heksje Lilly |
| Game van het jaar                 | Minecraft: Story Mode Minions Paradise FIFA 16 Angry Birds 2 |
| Hype van het jaar                 | De pet op tegen kanker Minions Dino's K3 zoekt K3 |
| Sportmoment van het jaar          | Belgische ploeg in de finale van de Davis Cup Rode Duivels kwalificeerden zich voor EK Voetbal 2016 Marieke Vervoort verovert drie gouden medailles op het WK Atletiek voor paralympiërs Greg Van Avermaet wint een etappe in de Ronde van Frankrijk |
| Unieke gouden K                   | Samson en Gert |

## Meeste nominaties & awards

### Meeste nominaties
| Aantal nominaties | Artiest            |
| ----------------- | ------------------ |
| 4                 | D5R                |
| 3                 | Helden             |
| 3                 | Ghost Rockers      |
| 3                 | Minions            |
| 2                 | K3                 |
| 2                 | Laura Tesoro       |
| 2                 | Niels Destadsbader |
| 2                 | Slongs Dievanongs  |
| 2                 | Tinne Oltmans      |
| 2                 | Nachtwacht         |
| 2                 | Loïc Nottet        |
| 2                 | Emma Bale          |

### Meeste Gouden K's
| Aantal Gouden K's | Artiest            |
| ----------------- | ------------------ |
| 2                 | D5R                |
| 2                 | K3                 |
| 2                 | Niels Destadsbader |

2013 · 2014 · 2015 · 2016 · 2017 · 2018 · 2019 · 2020 · 2021 · 2022 · 2023 · 2024